# Eryngium cardosii
Eryngium cardosii är en flockblommig växtart som beskrevs av Dominique Clos. Eryngium cardosii ingår i släktet martornar, och familjen flockblommiga växter. Inga underarter finns listade i Catalogue of Life.